# Przymorze (Gdańsk)

Obszar Przymorza na mapie Gdańska

Przymorze – obszar nadmorski w północnej części Gdańska.
Wieś Opactwa Cystersów w Oliwie w województwie pomorskim w II połowie XVI wieku. 

## Położenie

### Współczesne

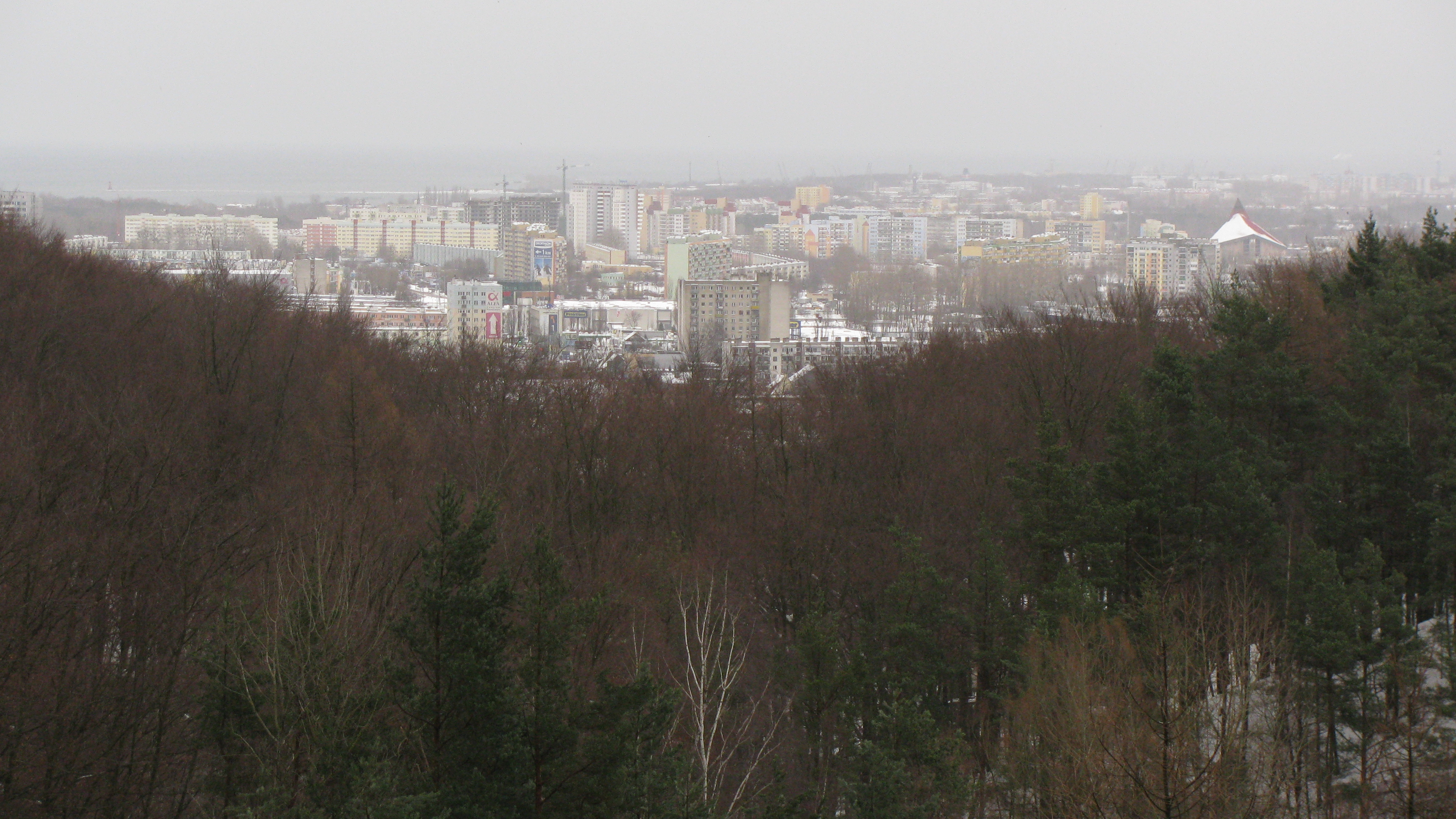
Przymorze, widok z Lasów Oliwskich

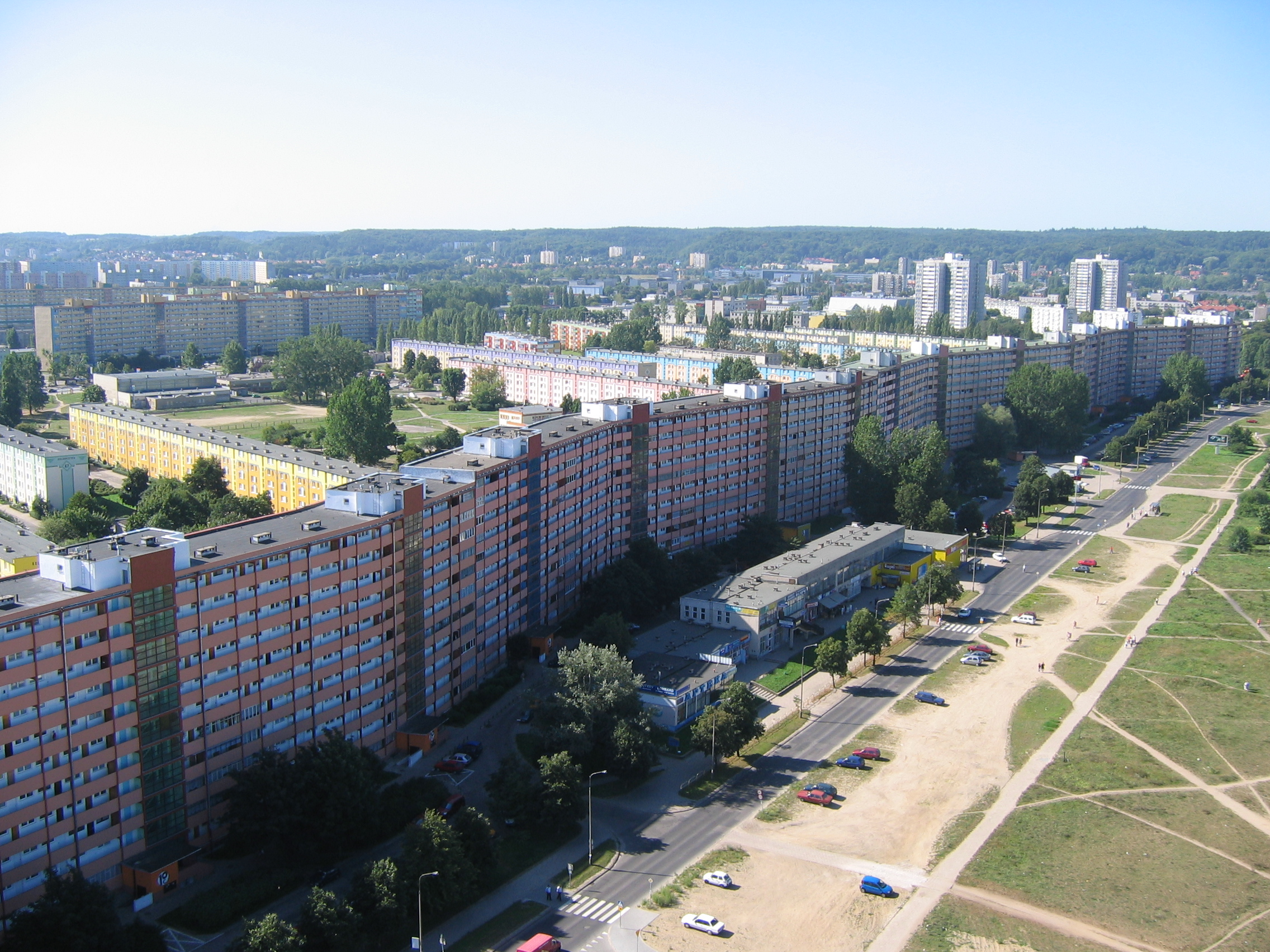
Widok w stronę Zaspy, na południową część Przymorza Wielkiego. Na pierwszym planie falowiec przy ul. Obrońców Wybrzeża (obecnie ulica ta jest dwupasmowa)

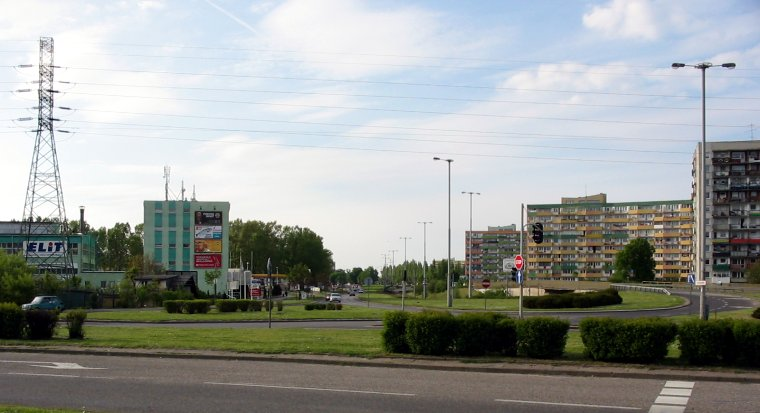
Skrzyżowanie ul. F. Hynka z al. Rzeczypospolitej. W tle pierwsze bloki Przymorza Wielkiego oraz Centrum Techniki Okrętowej (zielony budynek)

Obecnie Przymorze dzieli się na dwie gęsto zaludnione dzielnice:
- Przymorze Małe – w zabudowie dominują niskie i średnie bloki mieszkalne, miejscami także domy jednorodzinne;
- Przymorze Wielkie – głównie bloki oraz Park im. Ronalda Reagana. Znajduje się tam najdłuższy budynek w Polsce, falowiec przy ul. Obrońców Wybrzeża, mierzący 860 m długości.

Obszar zbliżony do zajmowanego przez te dzielnice nazywany jest współcześnie Przymorzem.

### Historyczne
Przymorze, wbrew nazwie, nie sięgało pierwotnie do kąpieliska. Morfogenetycznie, obszar nadmorskiego Parku im. Ronalda Reagana należy bowiem do Jelitkowa. Przez większość czasu istnienia Przymorza, określeniem tym nazywano północny fragment współczesnego Przymorza Małego, od ul. Piastowskiej na północ, a także południową część dzisiejszej dzielnicy Żabianka-Wejhera-Jelitkowo-Tysiąclecia. Całość była skupiona wokół Potoku Oliwskiego i stanowi jednostkę morfogenetyczną Przymorze. Części południowa i wschodnia dzielnicy zaliczane są do jednostki morfogenetycznej Zaspa; w jej skład wchodzą m.in. Czarny Dwór, Czerwony Dwór i Biały Dwór.

## Historia
Pierwsze wzmianki o wsi Przymorze pochodzą z XI wieku, kiedy to wieś ta była dobrem klasztoru Cystersów w Oliwie. Dawniej wieś wzmiankowana jako Primore w 1279 i Prsimore w 1283. Około roku 1540 Przymorze przeszło w posiadanie Jana Konerta (Conrada), który wybudował młyn na Potoku Oliwskim zwany Kuźnią Konrada (Konradshammer - leżący poza granicami współczesnego Przymorza).
W 1591 teren w rejonie ul. Subisława nad Potokiem Oliwskim został przekazany Janowi Doręgowskiemu. Powstały tam duży dwór i kuźnica żelaza (później miedzi) czynna do około 1750. W 1672 właścicielem nieruchomości został Gottfried Günter, a od jego nazwiska dwór nazwano Güntershof. W 1736 działała tam kuźnica miedzi, w drugiej połowie XVIII wieku przekształcona w kaszarnię, kolejno w olejarnię (w 1786), następnie w zakład, w którym odlewano żeliwo do produkcji karabinów, później maszyn (do 1860). W 1863 powstał tam młyn zbożowy; po dewastacji została wykonana w latach 1994-1999 rekonstrukcja na oryginalnych fundamentach.
W 1874 Przymorze stało się wsią gminną w okręgu urzędowym Zaspa. W 1907 weszło w skład ówczesnego miasta Oliwy, a następnie wraz z nią w granice administracyjne miasta Gdańska w 1926.
W 1957 dla obecnej dzielnicy próbowano wprowadzić nazwę Kowacze, następnie Oliwa - Przymorze, jednak ostatecznie przyjęto nazwę działającej tu od 1959 spółdzielni mieszkaniowej. 
10 czerwca 1959 przy ul. Śląskiej wmurowano kamień węgielny pod pierwszy budynek Spółdzielni Mieszkaniowej Przymorze. W pierwszej kolejności zrealizowano projekt tzw. Przymorza Małego (autorzy: zespół W. Andersa, J. Kołodziejskiego, C. Swędrzyńskiego), dopiero później na terenach położonych bliżej morza powstało Przymorze Wielkie. W sumie SM Przymorze od 1960 do 1981 wybudowała 15252 mieszkania w ponad 100 blokach.
W 1971 na Przymorzu powstał kościół parafialny pw. Najświętszej Maryi Panny Królowej Różańca św. (tzw. Okrąglak). Pięć lat później dobudowano do niego wieżę o wysokości 83 m.
Przymorze należy do okręgu historycznego Oliwa.
W 2015 przy ul. Chłopskiej 24 powstał mural upamiętniający obronę Polskiej Poczty w Gdańsku w 1939.

## Transport i komunikacja

### Transport drogowy
Linię podziału między Przymorzem Małym a Wielkim stanowią ul. Chłopska oraz al. Rzeczypospolitej. Drogi te biegną w ciągu, w większości dwupasmowej, trasy łączącej Śródmieście i Wrzeszcz z dzielnicami Dolnego Tarasu, czyli m.in. z Przymorzem.
Przez Przymorze przebiega także inna dwupasmowa droga – ul. Kołobrzeska, prowadząca do południowej części Oliwy. Znajdują się przy niej:
- centrum handlowe Alfa Centrum,
- hipermarket Auchan,
- hipermarket budowlany OBI.

Pozostałe ważne ulice Przymorza: Czarny Dwór, Lecha Kaczyńskiego, Obrońców Wybrzeża, Piastowska.

### Komunikacja miejska
Przez ul. Chłopską i al. Rzeczypospolitej biegnie linia tramwajowa, obsługiwana przez tramwaje nr 2, 4, 8 i 11.
Przymorze jest dobrze skomunikowane autobusowo z Dolnym Sopotem, Jelitkowem, Oliwą, Zaspą oraz Wrzeszczem.
Na Przymorzu Małym znajduje się przystanek trójmiejskiej SKM – Gdańsk Przymorze-Uniwersytet, na jego obrzeżu znajduje się także stacja kolejowa Gdańsk Oliwa.